# توری لینز
دیستار شمیول شوا پیترسون (انگلیسی: Daystar Shemuel Shua Peterson؛ زادهٔ ۲۷ ژوئیهٔ ۱۹۹۲) که به توری لِینز (انگلیسی: Tory Lanez) مشهور است، رپر، خواننده، ترانه‌نویس و تهیه‌کنندهٔ موسیقی اهل کانادا است. او از سال ۲۰۰۹ تا ۲۰۲۳ مشغول فعالیت بوده‌است.
لینز در نوجوانی به موسیقی روی آورد و در سال ۲۰۰۹ نخستین میکس‌تیپ خود با عنوان «T.L 2 T.O» را منتشر کرد. او با انتشار میکس‌تیپ «Conflicts of My Soul: The 416 Story» در سال ۲۰۱۳ به شهرت رسید.

## فعالیت حرفه‌ای
در سال ۲۰۱۵، لینز با امضای قرارداد با لیبل Mad Love Records تحت نظارت بنی بلانکو و همکاری با Interscope Records، وارد عرصه موسیقی حرفه‌ای شد. او در سال ۲۰۱۶ نخستین آلبوم استودیویی خود با عنوان «I Told You» را منتشر کرد که شامل تک‌آهنگ‌های موفقی مانند «Say It» و «Luv» بود. این آلبوم در جدول بیلبورد ۲۰۰ به رتبه ۴ رسید و جایگاه او را در صنعت موسیقی تثبیت کرد.
در سال‌های بعد، لینز آلبوم‌ها و میکس‌تیپ‌های متعددی منتشر کرد، از جمله «Memories Don't Die» (۲۰۱۸)، «Love Me Now?» (۲۰۱۸)، «Chixtape 5» (۲۰۱۹) و «The New Toronto 3» (۲۰۲۰). او در سال ۲۰۲۰ از لیبل Interscope جدا شد و به صورت مستقل فعالیت خود را ادامه داد. در سپتامبر همان سال، آلبوم «Daystar» را منتشر کرد که در آن به اتهامات مربوط به تیراندازی به مگان دی استالیون پاسخ داد.
در سال‌های ۲۰۲۰ تا ۲۰۲۲، لینز پروژه‌های مختلفی از جمله میکس‌تیپ‌های «Loner» (۲۰۲۰)، «Playboy» (۲۰۲۱) و آلبوم «Alone at Prom» (۲۰۲۱) را منتشر کرد. آلبوم «Alone at Prom» با الهام از موسیقی دهه ۸۰ میلادی ساخته شده بود و مورد توجه قرار گرفت. در سال ۲۰۲۲، او آلبوم «Sorry 4 What» را منتشر کرد که آخرین آلبوم او پیش از محکومیت قضایی بود.

## مسائل حقوقی و محکومیت
در ژوئیه ۲۰۲۰، لینز به اتهام تیراندازی به پای مگان دی استالیون در جریان یک مشاجره پس از مهمانی در خانه کایلی جنر در لس‌آنجلس دستگیر شد. در دسامبر ۲۰۲۲، هیئت منصفه او را در سه اتهام شامل حمله با سلاح نیمه‌خودکار، حمل سلاح گرم ثبت‌نشده در خودرو و شلیک با بی‌احتیاطی مجرم شناخت. در آگوست ۲۰۲۳، قاضی او را به ۱۰ سال حبس بدون امکان آزادی مشروط محکوم کرد.
در مه ۲۰۲۵، لینز در زندان کالیفرنیا مورد حمله قرار گرفت و با ۱۴ ضربه چاقو به بیمارستان منتقل شد. او پس از درمان به زندان بازگردانده شد. تحقیقات در مورد این حادثه توسط مقامات زندان و دفتر دادستان منطقه کرن کانتی ادامه دارد.

## آثار موسیقی
توری لینز تا سال ۲۰۲۵ هشت آلبوم استودیویی منتشر کرده است:
- «I Told You» (۲۰۱۶)

- «Memories Don't Die» (۲۰۱۸)

- «Love Me Now?» (۲۰۱۸)

- «Chixtape 5» (۲۰۱۹)

- «The New Toronto 3» (۲۰۲۰)

- «Daystar» (۲۰۲۰)

- «Alone at Prom» (۲۰۲۱)

- «Sorry 4 What» (۲۰۲۲)

در مارس ۲۰۲۵، او آلبوم «Peterson» را که به‌طور کامل در زندان و با استفاده از فناوری هوش مصنوعی ضبط شده بود، منتشر کرد. این آلبوم شامل همکاری‌هایی با اعضای خانواده‌اش، از جمله پسرش کایلان، پدرش سان‌استار و خواهر و برادرهایش بود. لینز این آلبوم را «نخستین آلبوم زندانی در زمان واقعی» توصیف کرد.

## سبک موسیقی و تأثیرات
توری لینز به خاطر تنوع سبک‌های موسیقی‌اش شناخته می‌شود و در ژانرهای مختلفی از جمله هیپ‌هاپ، R\&B، پاپ، دنس‌هال و ترپ فعالیت کرده است. او با استفاده از صدای خاص خود و توانایی در خواندن و رپ کردن، توانسته است مخاطبان گسترده‌ای را جذب کند. لینز همچنین به‌خاطر پروژه‌های مفهومی و استفاده از شخصیت‌های خیالی مانند «Ashton Rain» در آلبوم «Alone at Prom» مورد توجه قرار گرفته است.

## زندگی شخصی
توری لینز دارای یک پسر به نام کایلان است که در آلبوم «Peterson» نیز حضور دارد. او در طول دوران حرفه‌ای خود با چالش‌های مختلفی از جمله مسائل حقوقی و حبس مواجه بوده است. با این حال، لینز همچنان به فعالیت‌های موسیقی خود ادامه می‌دهد و آثار جدیدی را منتشر می‌کند.